# Carupanazo
El Carupanazo fue un intento de golpe de Estado de izquierda en Carúpano, estado Sucre en Venezuela, contra el gobierno democráticamente electo de Rómulo Betancourt durante los primeros años de democracia venezolana.
Terminó con más de 400 arrestos de militares y civiles, entre ellos, varios miembros del Partido Comunista, entre esos el diputado Eloy Torres y otros miembros del Movimiento de Izquierda Revolucionaria (MIR). El presidente Betancourt acusó al PCV y al MIR de estar involucrados y suspendió el funcionamiento y las actividades de ambos partidos en todo el territorio nacional a través de un decreto.

## Insurrección

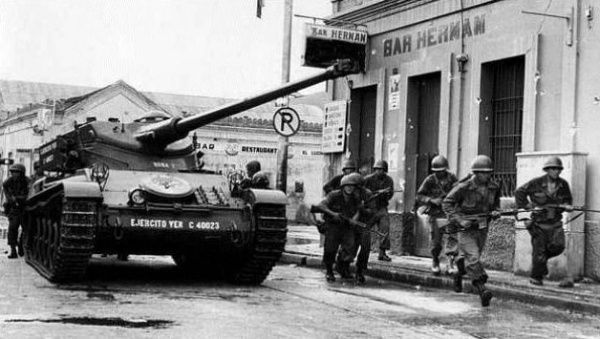
Tanque durante el Carupanazo

El 4 de mayo de 1962 efectivos del batallón de Infantería de Marina Nro. 3 y el destacamento Nro. 77 de la Guardia Nacional al mando del capitán de corbeta Jesús Teodoro Molina Villegas, del mayor Pedro Vegas Castejón y del teniente Héctor Fleming Mendoza, se alzaron contra el gobierno nacional, ocupando las calles y edificios de la ciudad, el aeropuerto y la emisora Radio Carúpano desde donde difundieron un manifiesto a nombre del Movimiento de Recuperación Democrática. 
Por su parte, el presidente Rómulo Betancourt les exigió la rendición a los alzados, al tiempo que se iniciaba la movilización de los efectivos leales pertenecientes al batallón de Infantería Mariño, el batallón Sucre de Cumaná y el batallón de Infantería de Marina Simón Bolívar de Maiquetía, se producían ataques por parte de la Aviación y se bloqueaba el puerto por parte de las unidades navales en lo que se denominó Operación Tenaza.

## Consecuencias

### Masacre del liceo Sanz
En respuesta al alzamiento, un grupo de estudiantes del liceo Sanz en Maturín protestó contra el gobierno obstaculizando el tránsito en la calle, siendo reprimidos por presuntos miembros del partido Acción Democrática que asaltaron el establecimiento hiriendo a 17 estudiantes y empleados del plantel educativo, y asesinando a los jóvenes José Rafael Guerra y Alberto César Millán con pistolas y machetes.

### Otros alzamientos
Las fuerzas armadas continuaron y un mes después en Puerto Cabello ocurre otra acción militar cuando el batallón de la Infantería de Marina se alza nuevamente contra el gobierno. En esta intentona golpista, conocida como El Porteñazo, murieron unas 400 personas en combates entre los militares alzados y las tropas gubernamentales.
Estas sublevaciones de Carúpano y de Puerto Cabello son vistas como las más funestas del poderío bélico de aquel entonces. Millares de víctimas, heridos y detenidos; la mayoría de ellos caídos en enfrentamiento con la DIGEPOL y el Ejército de Venezuela.  Varios de los responsables de esta acción participaron posteriormente en las Fuerzas Armadas de Liberación Nacional (FALN). El 30 de septiembre de 1963 el gobierno allana las viviendas y pone preso a prominentes miembros del Partido Comunista de Venezuela como Gustavo Machado (siendo diputado en ejercicio), Eduardo Machado y Jesús Faría en el cuartel San Carlos.